# Пробив (военно дело)
Пробив – ключов етап от настъплението, в хода на който на определен участък от фронта с огъня на артилерията и фронтовата авиация, а също и чрез удари на танковите и мотострелковите войски се осъществява разгрома на войските на противника и пречупване на линията на неговата отбрана с последващ изход на „оперативен простор“: развитие на настъплението в тила и по фланговете.
| „                                                                     | Брусиловският пробив е предтеча на забележителните пробиви, осъществени от РККА през Великата Отечествена война. | “ |
| М. Галактионов. Предисловие к „Моим воспоминаниям“ Брусилова, 1946 г. | |   |

Воденето на дълбоко настъпление при осъществяването на пробив само на отделни участъци от фронта става възможно благодарение на появата на високомобилните войски, до внедрението на които бойните действия носят преимуществено позиционен характер.